# Friedrich Sertürner
Friedrich Wilhelm Adam Sertürner (Paderborn, 19 de junho de 1783 – Hamelin, 20 de fevereiro de 1841) foi um farmacêutico alemão e pioneiro da química dos alcaloides. É mais conhecido por sua descoberta da morfina, que isolou do ópio em 1804, e por conduzir testes, incluindo em si mesmo, para avaliar seus efeitos fisiológicos.

## Biografia
Sertürner nasceu como o quarto de seis filhos de Joseph Simon Serdinier e Marie Therese Brockmann em 19 de junho de 1783, em Neuhaus, Sacro Império Romano-Germânico (atualmente parte de Paderborn). A família pode ter tido origens na Sardenha. Seu pai se intitulava um architectus, servindo como agrimensor e engenheiro para o príncipe-bispo. Após a morte de seu pai, tornou-se aprendiz de farmacêutico na Cramersche Hofapotheke em Paderborn. Completou o aprendizado em quatro anos e passou no exame de qualificação em 2 de agosto de 1803.
Sertürner trabalhou no isolamento da morfina do ópio a partir de 1804. Chamou o alcaloide isolado de "morphium" em homenagem ao deus grego dos sonhos, Morfeu. Publicou um artigo abrangente sobre seu isolamento, cristalização, estrutura cristalina e propriedades farmacológicas, que estudou primeiro em cães vadios e depois em autoexperimentos. A morfina não foi apenas o primeiro alcaloide a ser extraído do ópio, mas o primeiro alcaloide já isolado de qualquer planta. Assim, Sertürner tornou-se a primeira pessoa a isolar o princípio ativo associado a uma planta medicinal ou erva. O ramo da ciência que ele originou tornou-se conhecido como química dos alcaloides.
Em 1806, Sertürner mudou-se para Einbeck, trabalhando como assistente de farmacêutico para o Ratsapotheker Daniel Wilhelm Hinck (1783-1813). Em 1809, Sertürner abriu a primeira farmácia de sua propriedade, em Einbeck. Entre 1812 e 1814, dedicou-se ao trabalho de aperfeiçoamento de armas e canhões para o exército e a marinha. Em 1813, seu direito de administrar a farmácia teve que ser contestado e ele perdeu o caso em 1817. No entanto, conseguiu que seu cunhado Heinrich Karl Daniel Bolstorff assumisse sua farmácia e se mudou para Hamelin, onde trabalhou como Ratsapotheke sucedendo Johann Friedrich Westrumb (1751-1819). Continuou a investigar os efeitos da morfina. Após a publicação de seu artigo "Ueber das Morphium als Hauptbestandteil des Opiums" em 1817, seu trabalho sobre morfina tornou-se mais amplamente conhecido e a morfina passou a ser mais amplamente utilizada. Em 1821, casou-se com Eleonore Dorette von Rettberg de Einbeck e teve seis filhos. Em 1822, Sertürner comprou a principal farmácia de Hamelin (Rathaus Apotheke), onde trabalhou até sua morte em 20 de fevereiro de 1841. Por volta de 1831, esteve envolvido no estudo de uma epidemia de cólera que afetou Hamelin e reconheceu uma causa orgânica para a doença. Sofreu de artrite durante seus últimos anos e diz-se que tomava morfina para alívio. Houve sugestões de que ele pode ter se tornado viciado. A autópsia observou que todo o seu corpo apresentava aparência de hidropisia. Foi enterrado em Einbeck. Seu filho Victor assumiu o cargo de Ratsapotheke após sua morte.

## Isolamento da morfina
Durante seus esforços para isolar a morfina do ópio entre 1804 e 1816, Sertürner dependeu de testes em animais e testes em humanos para avaliar os resultados de seu trabalho. Em 1805, publicou um artigo no Journal der Pharmacie de Johann Trommsdorff (volume 13) chamando-a de ácido mecônico. No volume 14, chamou-a de Principium somniferum do ópio. Seu artigo de 1806 descreve um extrato alcoólico altamente impuro do ópio que foi testado em um camundongo e três cães, um dos quais morreu como resultado.
Como descrito em seu artigo de 1817, finalmente encontrou sucesso extraindo cristais incolores de morfina pura por precipitação. Dissolveu os cristais em álcool e testou os efeitos desta solução engolindo-a junto com 3 rapazes, "nenhum com mais de dezessete anos". Administrou gradualmente, em três doses de meio grão. Após a terceira dose, os sintomas de intoxicação aumentaram até quase uma extensão fatal. Preocupado com este resultado, Sertürner bebeu várias onças de vinagre junto com os rapazes, induzindo vômito extremo. Ele não estava totalmente consciente enquanto respondia à situação:
| “ | Apresentou-se como dor na região do estômago, exaustão e narcose severa que chegou perto do desmaio. Eu também fui sujeito ao mesmo destino. Estando na posição supina, caí em um estado semelhante ao sonho e senti nas extremidades, particularmente nos braços, uma leve contração que acompanhava as batidas do pulso. Estes sintomas distintos de verdadeira intoxicação, particularmente a condição frágil dos três jovens, me causaram tanta preocupação que eu, meio inconsciente, bebi mais de um quarto de garrafa (6 a 8 onças) de vinagre forte e também fiz os outros fazerem o mesmo. | ” |

Sertürner levantou a hipótese de que, como doses menores da droga eram necessárias, ela seria menos viciante. No entanto, ele se tornou viciado na droga, alertando que "Considero meu dever chamar a atenção para os terríveis efeitos desta nova substância que chamei morphium, a fim de que a calamidade possa ser evitada." Foi renomeada para morfina por Joseph Louis Gay-Lussac em 1817.
Heinrich Emanuel Merck começou a venda de morfina alguns anos após o artigo de Sertürner ter sido publicado. Jean-Francois Derosne e Armand Séguin foram ambos alegados de terem descoberto a morfina antes de Sertürner.

## Reconhecimento
Em 1817, Sertürner recebeu um doutorado honorário da Universidade de Jena. O diploma foi iniciado por Goethe, que também fez Sertürner ser admitido na Jenaer Societät für die gesammte Mineralogie como membro honorário. Gay Lussac trouxe atenção na França para o trabalho de Sertürner. Em 1831, Sertürner recebeu o Prêmio Montyon do Institut de France com o título 'Benfeitor da Humanidade'. Em 1924, uma rua em Münster foi nomeada em sua homenagem como Sertürnerstraße.